# Barjonia glazioui
Barjonia glazioui är en oleanderväxtart som beskrevs av N. Marquete Ferreira da Silva. Barjonia glazioui ingår i släktet Barjonia och familjen oleanderväxter. Inga underarter finns listade i Catalogue of Life.